# TeleBasel
Telebasel est une chaîne de télévision locale suisse. Ses studios sont installés à Bâle, dans le Canton de Bâle-Ville.

## Histoire de la chaîne
La chaîne a été créée en 1997 pour les cantons de Bâle-Ville et de Bâle-Campagne. Une chaîne concurrente, basée à Reinach et appelée AumattTV fut créée également dans les années 90, puis renommée en NordWest5, puis NordWest1. NordWest5 ne réussit jamais a s'implanter totalement et le Conseil fédéral donna finalement priorité à Telebasel afin d'être repris par les câblo-opérateurs.

## Organisation

### Dirigeants
- Directeur : Dominik Prétôt
- Rédacteur en chef : Willy Surbeck

### Diffusion
Telebasel est diffusée dans presque tout le canton de Bâle. Dès Janvier 2013, la chaîne est diffusée partout en Suisse via Swisscom TV.

## Émissions
- 7vor7 : informations journalières
- Apotheker Tipp : magazine sur la santé
- Automobil Revue : magazine automobile
- Behind The Scene : magazine culturel
- BKB-invest : informations boursières
- Diagnose : magazine sur la santé
- Kuchiklatsch : magazine culinaire
- Mash TV : émission jeunesse
- Regio-Gourmet : magazine culinaire
- Report : reportages et documentaires
- Rot Blau Total : émission consacrée au FC Bâle
- Plätzli gsuecht : émission animalière
- PUR : émission culturelle
- SalonBâle : talk-show
- SwissDate : jeu de rencontre
- Telebar : talk-show
- Tierclub : émission animalière
- Triregio : émission concernant l'actualité frontalière entre l'Allemagne, la France et la Suisse
- Vielfalt.tv : documentaires
- Volldampf : magazine produit par les chemins de fer
- Was Lauft? : culture et jeunesse
- X-und : magazine sur la santé

## Audience
D'après IP Multimedia, Telebasel a un taux d'audimat quotidien de 21.7%.